# 지도 배치

포클랜드 제도의 이 지도는 제목, 축척 막대, 범례, 삽입 지도 등 여러 지도 레이아웃 요소를 통합하고 있다. 이는 레이아웃 순서에 대한 유동적 접근 방식과 구획화된 접근 방식 사이의 절충안으로, 비지도 요소가 주 지도 "위"에 놓여 있다. 여기서는 상단이 무거운 주 지도가 아래의 비지도 요소에 의해 균형을 이룬다. 로케이터 삽입 지도와 투영(메타데이터) 및 주권 분쟁(설명)에 대한 제한된 추가 텍스트 사용에 주목하라. 이 모든 것은 일반 대중에게 적합하다. 두 가지 측정 시스템으로 된 상세한 축척 막대는 국제적인 청중이 정확한 거리 측정을 할 수 있도록 도와주며, 이는 의도된 바일 수도 있고 아닐 수도 있다.

지도 배치 또는 지도 레이아웃(map layout)은 페이지에 다양한 지도 요소를 조립하는 것과 관련된 지도 제작 디자인의 일부이다. 여기에는 제목, 범례, 축척 표시, 삽입된 지도 및 기타 요소와 함께 지도 이미지 자체가 포함될 수 있다. 균형, 게슈탈트, 시각적 계층 구조 등 그래픽 디자인의 페이지 레이아웃과 유사한 원칙을 따른다. 지도 구성이라는 용어는 지도 이미지 자체 내에서 지형지물과 기호를 조합하는 데에도 사용되며 이는 약간의 혼란을 야기할 수 있다. 이 두 프로세스는 몇 가지 공통적인 설계 원칙을 공유하지만 실제로는 서로 다른 절차이다. 레이아웃 디자인의 유사한 원칙은 대형 벽면 지도부터 책의 일러스트레이션, 대화형 웹 지도에 이르기까지 다양한 매체로 제작된 지도에 적용된다. 그러나 각 매체에는 고유한 제약 조건과 기회가 있다.

## 레이아웃 원칙
지도 제작 디자인의 대부분은 지리적 현실(즉, 사물은 있는 그대로 존재하며 제 위치에 있음)에 의해 제약을 받지만, 지도 제작자는 지도 이미지를 디자인하는 것보다 레이아웃에서 더 많은 자유를 누린다. 따라서 페이지 레이아웃은 지도 제작의 다른 어떤 측면보다도 그래픽 디자인과 자체 레이아웃 원칙에 더 가깝다. 이러한 관계의 또 다른 영향은 지도 제작 분야가 이러한 원칙을 크게 채택했으며, 학술 지도 제작자들의 해당 주제에 대한 독자적인 연구는 다른 측면에 비해 상대적으로 적다는 점이다. 루돌프 아른하임의 저서, 특히 1954년작 『예술과 시각적 지각(Art and visual perception)』은 학술 지도 제작의 형성기에 특히 큰 영향을 미쳤으며, 여전히 지도 제작 교과서의 정전(正典)으로 인용되고 있다. 실제로는 출판 팀에서 레이아웃 부분을 지도 제작자가 아닌 전문 그래픽 디자이너가 수행하는 경우가 흔하다.
지도 레이아웃에 가장 많이 적용되는 주요 디자인 원칙 중 일부는 다음과 같다:
- 시선 흐름: 지도 읽기는 지도 사용자가 지도에서 정보를 얻고 그 정보에서 해석과 판단을 내리는 과정으로, 종종 복잡한 과정이다. 따라서 이 과정은 페이지의 한 부분에서 다른 부분으로 시선을 많이 이동시킨다.[4] 지도 제작자는 독자에게 책 페이지처럼 특정한 순서로 지도를 읽도록 강요할 수는 없지만, 좋은 디자인은 의도된 목적을 위해 지도를 사용하는 것을 용이하게 하는 방식으로 시선 흐름에 미묘하게 영향을 미칠 수 있다. 예를 들어, 시선 이동량을 줄이는 식이다.[5] 이러한 예시에는 지도 제목을 지도 목적을 명확하게 전달하고 과정 초기에 눈에 띄도록 디자인하는 것과, 범례를 설명된 기호가 지도 내 해당 기호와 빠르고 쉽게 비교될 수 있도록 디자인하는 것이 포함된다.
- 시각적 계층: 시선 흐름에 큰 영향을 미치는 요소 중 하나는 페이지에 있는 요소들의 명백한 중요성이다. 즉, 독자가 무엇을 먼저, 둘째로, 그리고 계속해서 알아챌 것인가이다. 지도 이미지 내의 기호와 마찬가지로, 지도 이미지 전체와 다른 레이아웃 요소들은 시각적 "무게"를 가지며, 이는 일반적으로 페이지 배경 및 주변 요소와의 대비에 의해 결정된다. 따라서 지도 제작자의 목표는 지도의 목적에 따라 무엇이 가장 중요하고 덜 중요하며, 먼저 보이고 나중에 보여야 하는지에 대한 개념적 계층과 일치하는 시각적 계층을 만드는 것이다. 시각 변수, 특히 크기, 명도(어두움) 및 텍스처 복잡성의 사용은 시각적 계층을 구성하는 데 특히 중요하며, 네거티브 스페이스 또는 여백을 현명하게 사용하는 것도 마찬가지이다.
- 균형: 예술적 의미에서 균형은 레이아웃이 페이지 전체에 고르게 분포되어 있다는 느낌이다. 이는 물리적 균형과 유사하며, 페이지의 각 요소를 무게(시각적 계층에서의 무게와 거의 동일)를 가진 것으로 생각할 수 있고, 각 무게와 페이지 중심으로부터의 거리에 의해 생성되는 "토크"는 0이 되어야 한다.[2] 균형은 수동적으로 대칭과 요소의 고른 배열(더 쉽지만 종종 지루하게 보임)을 통해 달성할 수 있거나, 매우 다른 요소를 다른 간격으로 배열하면서도 균형에 도달하는 방식으로 동적으로 달성할 수 있다.
- 순서: 지도의 요소는 다양한 방식으로 배열될 수 있다. 이들의 정렬은 시선 흐름에 강한 영향을 미친다.[6] 균형과 마찬가지로 수동적인 순서는 요소를 고르고 대칭적인 격자 패턴으로 엄격하게 정렬함으로써 달성된다. 이는 종종 전문적으로 보이지만 지루할 수 있다. 동적인 순서는 배열에 약간의 무작위성이나 불균형을 도입하여 흥미와 열정을 유발할 수 있지만, 극단적으로는 무질서하고 유치하며 혼란스러워 보일 것이다. 레이아웃 순서에 대한 또 다른 연속적인 접근 방식은 각 요소가 깔끔한 선과 테두리를 사용하여 다른 요소와 구분되는 구획화된 레이아웃(명확하고 강력하게 조직된 순서를 확립하지만 종종 부자연스러워 보임)과, 요소가 서로 겹치고 흘러들어갈 수 있는 유동적인 레이아웃(통일되고 역동적인 순서를 확립하지만 혼란스러울 수 있음) 사이에서 다양하게 변한다.[1] 따라서 레이아웃 디자인은 이 두 가지 접근 방식의 장점을 모두 달성하기 위해 다양한 접근 방식 사이에서 균형을 찾는 것이다.
- 조화: 지도의 요소는 개별적으로 제 역할을 할 뿐만 아니라 미적으로나 기능적으로도 조화롭게 작동해야 한다. 시각적 계층, 균형, 순서는 모두 조화의 측면으로 간주될 수 있지만, 글꼴과 색상의 신중한 선택도 마찬가지이다.[6]
- 게슈탈트 미학: 이 모든 것은 지도 시청자의 마음에 즉각적인 전반적인 인상이나 감정적 반응을 준다. 이는 단순히 아름다움 대 추악함의 문제가 아니라, 명료함 대 혼란스러움, 권위적 대 의심스러움, 전문적으로 제작됨 대 무질서하거나 아마추어적이라는 등 더 실용적인 반응을 포함할 수 있으며, 이는 지도가 의도된 목적을 달성하는 데 얼마나 성공적일지에 직접적인 영향을 미친다.

## 레이아웃 요소
지도 자체 외에도 지도 레이아웃에 포함되는 다양한 요소가 있다. 다음은 지도 레이아웃의 일반적인 요소들이다.

### 지도 테두리
지도 테두리는 독자가 지도를 해석하는 데 도움이 되는 모든 보조 객체 또는 요소를 말한다. 일반적인 지도 테두리 요소에는 제목, 범례, 북쪽 화살표, 축척 막대, 테두리, 출처 정보 및 기타 텍스트, 그리고 삽입 지도가 포함된다.

### 네거티브 스페이스
지도의 배경은 처음에는 중요하지 않게 보일 수 있지만, 지도를 사용하는 데 있어 여러 가지 적극적인 역할을 한다. 이는 지도 요소들 사이에 "숨 쉴 공간"을 제공하고, 테두리를 사용하지 않고도 요소를 구분하는 역할을 할 수 있다. 제목과 같은 특정 요소를 넓은 여백으로 둘러싸 격리하면 주변 환경과의 대비가 증가하여 시각적 계층에서 그 중요성이 높아진다.
가장 중요한 것은 배경색이 지도 기호 및 기타 요소가 대비를 이루는 기준선을 설정하여 전체 시각적 계층을 확립한다는 것이다. 배경색에 대한 네 가지 접근 방식이 일반적이다.
- 종이 지도의 전통적인 흰색 배경은 더 어두운 요소를 더욱 돋보이게 한다.
- 최근 인기를 얻고 있는 어두운 배경은 특히 웹 매핑에서 중요한 주제 요소를 밝은 또는 옅은 색상으로 색상화하여 "빛나게" 만든다.
- 음영 기복 이미지와 같은 중간 배경은 검은색과 흰색 기호 모두를 돋보이게 하지만, 제대로 실행되지 않으면 아무것도 눈에 띄지 않는 "탁한" 모양을 만들어낼 수도 있다.
- 그림-바탕 대비를 강조하기 위해 해안 지역에서는 때때로 고대비 배경이 사용된다. 이는 본질적으로 지도를 밝은 배경의 육지와 어두운 배경의 바다로 분할하는데, 이는 일관된 디자인에 어려움을 주지만 인상적인 효과를 만들어낼 수 있다.

### 주 지도
지도 페이지의 주요 요소는 거의 항상 지도 이미지 그 자체이다. 시각적 계층의 최상단에 배치하는 것은 일반적으로 페이지를 채울 만큼 크게 만들고 중앙에 배치하며, 페이지의 다른 요소보다 더 복잡한 경향이 있기 때문에 이루어진다. 지도를 확대하면 가능한 최대 축척을 얻을 수 있어 지도에서 세부 사항을 명확하게 보여줄 수 있는 능력이 극대화된다.

### 범례

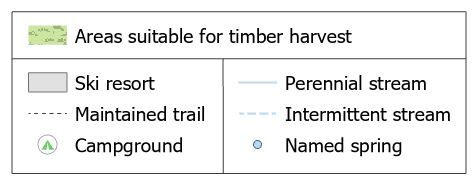
점, 선, 면 기호가 특징이며 그룹화 규칙을 따르는 범례

범례는 지도의 기호, 특히 직관적이거나 명확하지 않은 기호의 의미를 정의한다. 또한 범례는 다음과 같은 다른 목적도 수행할 수 있다. 즉, 기호를 레이어 및 중요성 구조로 구성하거나, 주제에 대해 교육하거나, 지도 기호가 어떻게 생성되었는지 설명하는 등이다. 범례는 또한 표시되는 변수, 발행물 또는 저작권에 대한 세부 정보를 제공할 수도 있다. 종종 범례는 지도를 이해하는 데 필수적이므로, 범례가 효과적으로 설계되는 것이 중요하다. 게슈탈트 원리를 사용하여 범례 간격, 정렬 및 그룹화에 대한 다양한 규칙이 만들어졌다. 이 단어는 고대 라틴어 복수형 단어 "레겐다(legenda)"에서 유래했으며, "읽어야 할 것들"을 의미한다.

### 제목
제목은 간결하고 핵심적이어야 한다. 일반적으로 지도의 위치와 주제에 대한 정보를 포함한다. 제목은 지도 내용에 대해 알려주기 때문에 레이아웃의 시각적 계층에서 중요한 부분을 차지해야 한다.

### 축척
지도는 지도 특징과 실제 세계 간의 크기 관계를 설명하기 때문에 축척을 포함하는 것이 중요하다. 축척은 일반적으로 축척 막대, 대표 분수("1:100,000") 또는 구두 축척("1인치 = 1마일")으로 표현된다. 선호되는 축척 표시기 유형은 지도의 목적과 대상에 따라 달라진다. 대표 분수는 정확하지만 대중은 그 의미를 모르는 경우가 많다. 매우 정밀하게 표시된 축척 막대는 거리 측정이 필요한 경우에 가장 유용하지만, 그렇지 않은 경우에는 과도할 수 있다. 웹 거리 지도나 아틀라스와 같은 일반 대중을 위한 많은 지도는 단순히 크기 감각을 제공하기 위해 매우 간단한 단일 분할 축척 막대를 사용한다.

### 삽입 지도
삽입 지도는 주 지도와 같은 페이지에 포함된 작은 지도이다. 주 지도와 관련된 추가 정보를 보여줄 수 있다. 네 가지 유형의 삽입 지도가 일반적이다.
- 로케이터 지도는 주 지도보다 훨씬 작은 축척이며, 더 넓은 맥락에서 주 지도의 위치를 보여주는 데 사용된다. 특히 매핑된 지역이 어디에 있는지 모르는 독자에게 중요하다.
- 상세 삽입 지도는 주 지도보다 훨씬 큰 축척이며, 주 지도의 더 복잡한 부분에 대한 세부 정보를 보여주기 위해 사용된다.
- 주제 삽입 지도는 주 지도와 동일한 지역을 다루지만, 다른 관련 주제를 보여주는 데 사용된다.
- 확장 삽입 지도는 비연속적인 지역에서 동일한 주제 내용을 보여주며, 미국 지도에서 흔히 볼 수 있는 알래스카주와 하와이주의 삽입 지도가 그 예이다.

### 북쪽 화살표
북쪽 화살표는 독자의 방향을 안내하고 지도가 어느 방향을 향하고 있는지 알려준다. 특히 지도 시청자가 익숙하지 않은 지역이나 지도가 북쪽이 위로 향하지 않도록 설정된 경우에 중요하다. 다른 경우에는 지리가 잘 알려져 있다면 불필요할 수도 있다. 북쪽 화살표는 매우 복잡하거나 매우 단순할 수 있다.

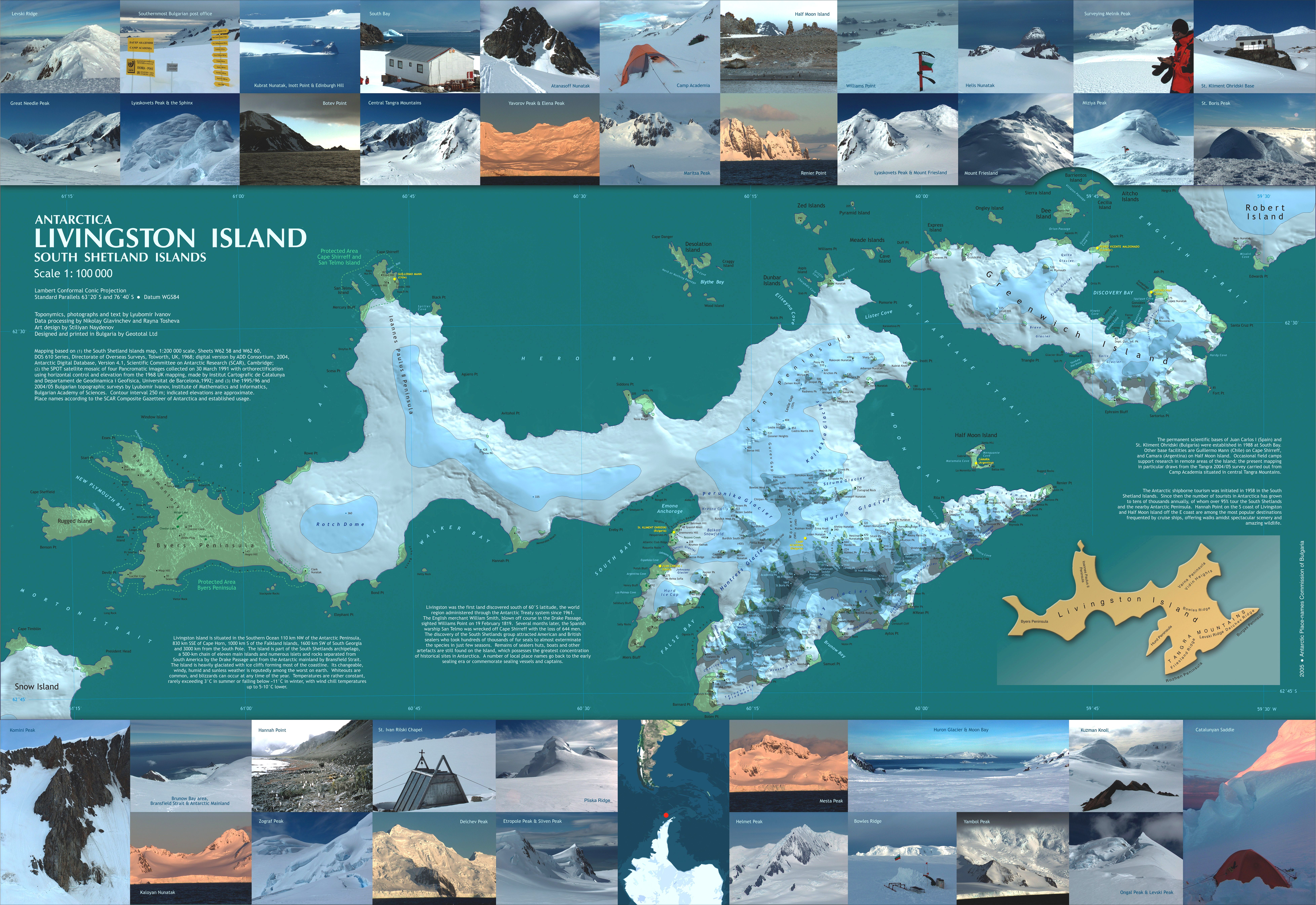
남극의 사우스셰틀랜드 제도 일부 지도. 매핑된 풍경을 설명하기 위해 여러 사진과 함께 설명 및 메타데이터 목적으로 텍스트 블록을 사용했다. 이것은 고대비 배경(얼음 덮개 강조)을 비교적 효과적으로 사용한 예이지만, 육지처럼 보이지만 실제로는 바다인 녹색 지역과 같은 몇 가지 문제점이 있다.

### 텍스트
보조 텍스트는 지도 또는 다른 지도 요소에 대한 맥락을 제공하거나 설명하는 데 사용된다. 주제 지도는 종종 지도 목적을 지원하는 내용, 예를 들어 거기에 나타난 패턴에 대한 설명이나 해석을 추가하기 위해 텍스트를 사용한다. 특정 유형의 텍스트 블록은 지도 메타데이터로, 지도의 구성에 대한 배경 정보를 제공한다. 이는 데이터 출처의 인용만큼 간단할 수도 있지만, 지도 투영법의 선택, 저작권, 생산 및 원본 데이터 날짜, 사용된 구성 방법과 같은 정보를 포함할 수도 있으며, 이는 목적과 대상에 따라 선택된다.

### 이미지
비지도 이미지는 다양한 이유로 레이아웃에 추가될 수 있다. 독자가 해당 위치가 어떻게 생겼는지 볼 수 있도록 지도에 모델링된 지역의 사진 보기를 제공할 수 있다. 이미지는 또한 데이터 포인트의 예시를 보여주거나 지도를 만드는 데 사용된 방법을 설명하는 데 사용될 수 있다. 지도를 후원하는 기관이나 회사의 로고 또한 레이아웃에서 이미지를 사용하는 일반적인 경우이다.

### 차트
차트와 그래프는 지도의 목적을 지원하기 위해 데이터의 비공간적 보기를 제공할 수 있다. 이를 통해 시간에 따른 변화와 같이 지도보다 더 적절한 방식으로 데이터를 시각화할 수 있다. 차트는 테이블 또는 쿼리에 연결할 수 있으며 다양한 속성을 설정하여 사용자 정의할 수 있다. 심지어 대화형으로 만들 수도 있다.

## 같이 보기
- 지도학
- 지도
- 페이지 레이아웃